# Ajen Yohl Mat

Umzeichnung einer Namensnennung von Ajen Yohl Mat

Ajen Yohl Mat († 8. August 612) war ein Herrscher (Ajaw) der Maya-Stadt Palenque. Er regierte vom 1. Januar 605 bis zu seinem Tod.

## Herkunft und Familie
Sowohl das Geburtsdatum als auch die familiäre Herkunft von Ajen Yohl Mat sind unbekannt. Allgemein wird angenommen, dass er ein Sohn seiner Amtsvorgängerin Yohl Ik’nal war. Während seiner Regierungszeit spielte auch ein Janaab Pakal eine bedeutende Rolle. Über ihn ist kaum etwas bekannt. Er könnte ein weiterer Sohn oder ein Gemahl von Yohl Ik'nal gewesen sein.

## Regierungszeit
Ajen Yohl Mat bestieg den Thron am 1. Januar 605 (Lange Zählung 9.8.11.9.10, Kalenderrunde 8 Ok 18 Muwan), zwei Monate nach dem Tod seiner Vorgängerin Yohl Ik'nal. Die genaue Stellung von Janaab Pakal ist unklar, möglicherweise herrschte er gemeinsam mit Ajen Yohl Mat.
Auf einer Inschrift aus dem Tempel der Inschriften in Palenque sind für den 13. Juni 606 (9.8.13.0.0, 5 Ajaw 18 Sek) Feierlichkeiten zum Ende einer Kalenderperiode überliefert. Ajen Yohl Mat konnte während seiner Herrschaft weitreichende Macht über die benachbarte Stadt Santa Elena erlangen und setzte dort offenbar einen Herrscher ein. Am 4. April 611 erlitt Palenque allerdings eine erneute schwere militärische Niederlage gegen Calakmul. Wie bereits zwölf Jahre zuvor drangen die feindlichen Truppen bis ins Zentrum der Stadt ein, dieses Mal unter der direkten Führung des Herrschers von Calakmul „Schleifen-Schlange“.
Auf diese militärische Niederlage schien in Palenque auch eine dynastische Krise zu folgen. Janaab Pakal starb am 4. März 612 (9.8.18.14.11, 3 Chuwen 4 Wayeb) und Ajen Yohl Mat am 8. August 612 (9.8.19.4.6, 2 Kimi 14 Mol). Wahrscheinlich hinterließ er keine Nachkommen. Im folgte eine Person auf den Thron, die als Muwaan Mat bezeichnet wird, deren Identität aber bislang nicht eindeutig geklärt werden konnte.